# Présidence tournante
Pour les articles homonymes, voir Tournante.
La présidence tournante est un mode de fonctionnement, où le président d’une institution est désigné temporairement, en fonction de paramètres dépendant de sa nationalité, de son origine, de son territoire ou de son ancienneté.
Le plus souvent ce type de présidence est utilisé dans les organisations internationales. Le président est, à l’origine, le représentant d’un pays dans cette institution. Ce type de présidence peut aussi être utilisé dans des pays où il y a des tensions entre communautés. Il est usuel dans les systèmes collégiaux, notamment en Suisse.

## Avantages et inconvénients
La présidence tournante permet à des minorités d’accéder au pouvoir et de faire prévaloir leur point de vue. Elle évite les problèmes de susceptibilité et de jalousie entre pays ou communautés. 
Elle permet de régler les problèmes de succession ; elle évite les interminables négociations et blocages pour savoir qui prend la présidence d’une institution. 
Cependant elle entraine aussi une forme d’instabilité en raison de la courte durée des mandats. Il peut devenir difficile de voir ressortir une politique claire.

## Exemples

### Conseil de l'Union européenne
Chaque pays accède à la présidence du Conseil de l'Union européenne à tour de rôle. La rotation s’effectue tous les six mois. Ceci donne aux pays à faible population la possibilité d’avoir une influence sur les décisions prises au sein de l’Union européenne.
Cependant, avec 28 membres, il faut attendre presque 14 ans entre chaque mandat pour redevenir président. 
Le Conseil européen avait également une présidente tournante, remis en cause par le traité de Rome de 2004, non entré en vigueur, puis par le traité de Lisbonne de 2007, qui crée à compter du 1er janvier 2010 un président du Conseil européen, nommé pour une durée de deux ans et demi.

### Conseil de l'Europe
La présidence du Comité des ministres est assurée pour une durée de six mois à tour de rôle par les représentants des États membres dans l'ordre alphabétique anglais. La présidence est transférée d'un État membre à l'autre à la mi-mai et à la mi-novembre.

### ONU
La présidence du Conseil de sécurité des Nations unies est assurée pendant un mois par chacun des membres du Conseil. La rotation mensuelle se fait selon l’ordre alphabétique anglais des noms des États.

### Irak
Après l’invasion américaine en Irak, un gouvernement temporaire a été mis en place en attendant les élections. La présidence de ce gouvernement était tournante entre les différentes communautés du pays. La durée du mandat était d’un mois.

### Suisse

#### Niveau fédéral
La présidence de la Confédération suisse est une présidence tournante, où un conseiller fédéral est élu pour un an par l'Assemblée fédérale (chambres réunies) selon le principe de l'ancienneté. Le président de la Confédération est dit primus inter pares (le premier parmi ses égaux).
Les deux chambres de l'Assemblée fédérale ont également une présidence annuelle tournante,.

#### Niveau cantonal

##### Situation générale
La présidence tournante est la règle dans la plupart des cantons suisses. Le plus souvent, le président est désigné ou confirmé par le parlement, et non élu par le peuple, parmi les membres du gouvernement suivant un ordre prédéfini (ancienneté). La durée du mandat est généralement d'un an.

##### Cantons romands
Le Conseil d'État du canton de Genève applique le principe de rotation annuelle pour son président, sauf pendant les années 2013 à 2020 où il a connu un président unique pour l'ensemble d'une législature (cinq ans). Dans le canton de Vaud, le président du Conseil d'État est nommé par le collège selon le principe de rotation annuelle jusqu'en 2006, puis pour l'ensemble d'une législature (cinq ans).
Dans les cantons de Fribourg, de Neuchâtel et du Valais, le président du gouvernement est élu pour une année par le collège ; dans ceux de Berne et du Jura, par le Parlement.

#### Niveau communal
Dans le canton de Genève, le conseil administratif nomme chaque année l'un de ses membres à la présidence du collège, selon un principe de rotation annuelle.

### Union des Comores
Depuis 2002, La présidence de l’Union des Comores est assurée par chacune des îles des Comores à tour de rôle. Dans la version initiale de la Constitution de 2001, chaque exerçait un mandat de 4 ans. La durée de ce mandat est allongée à 5 ans à la faveur de révisions constitutionnelle de 2008. Depuis 2018, chaque ile exerce deux mandat consécutifs de 5 ans .

### Union africaine
L’Union africaine (UA) est une organisation d’États africains créée en 2000 à l’image de l’Union européenne.
Le mandat de base de la présidence tournante est de six mois avant la modification intervenue au sommet d'Abuja allongeant le mandat à un an.